# Juglans mexicana
Juglans mexicana är en valnötsväxtart som beskrevs av S. Wats. Juglans mexicana ingår i släktet valnötter, och familjen valnötsväxter. Inga underarter finns listade i Catalogue of Life.